# Musée des technologies de la Grèce antique
Le musée des technologies de la Grèce antique (en grec moderne : Μουσείο Αρχαίας Ελληνικής Τεχνολογίας) a ouvert ses portes en 2018.
Le musée, dont les activités sont réparties sur plusieurs sites en Grèce, est issu d'une démarche à la fois historique, technologique et pédagogique, faisant une place importante à l'interactivité.
Le musée partage ses activités sur cinq établissements : 
- à Athènes ;
- à Olympie, près du site archéologique ;
- à Katákolo en Élide ;
- à Héraklion en Crète[2] ;
- à Rhodes.

## Lieux et bâtiments

### Athènes
Le musée d'Athènes est situé au 6 rue Pindárou, près de la place Sýntagma. 

### Péloponnèse: Katákolo et Olympie
Dans le Péloponnèse, deux sites ont été ouverts à Katákolo et à Olympie  respectivement en 2003 et 2014,. Le musée se dote de moyens d'exposition mobiles lui permettant de réaliser des présentations dans le monde entier.

### Crète: Héraklion
Un quatrième local a été ouvert à Héraklion en 2018.
L'établissement d'Héraklion se trouve au 18, rue Epiménidou, dans un ancien palais vénitien du XVe siècle.

### Rhodes
Un cinquième établissement s'ouvre ensuite à Rhodes.
Le musée de Rhodes se trouve au 11 Akti Sahtouri.

## Histoire
Les sujets sont abordés avec l'aide d'animations illustrant les démarches des inventeurs et scientifiques de la Grèce antique. 
De nombreux noms de ces savants nous sont parvenus : Anaximandre, Archimède, Archytas de Tarente, Aristarque de Samos, Bérose le Chaldéen, Charon de Magnésie, Cléœtas, Ctésibios, Dionysiodore de Mélos, Dionysios d'Alexandrie, Énée le Tacticien, Épimaque, Ératosthène, Eudoxe de Cnide, Héron d'Alexandrie, Hésiode, Hipparque,  Isidore d'Abydos, Nicomède, Philon de Byzance, Platon, Proclus, Claude Ptolémée, Pythagore, Scopinas de Syracuse, Timosthènes et Zopyrus de Tarente.

## Muséographie
La muséographie a été conçue à partir d'une démarche visant à reconstituer et montrer les innovations technologiques élaborées par les Grecs de l'Antiquité. Elle s'est déroulée sur une trentaine d'années par l'action de Kóstas Kotsanás, ingénieur diplômé de l'Université de Patras.

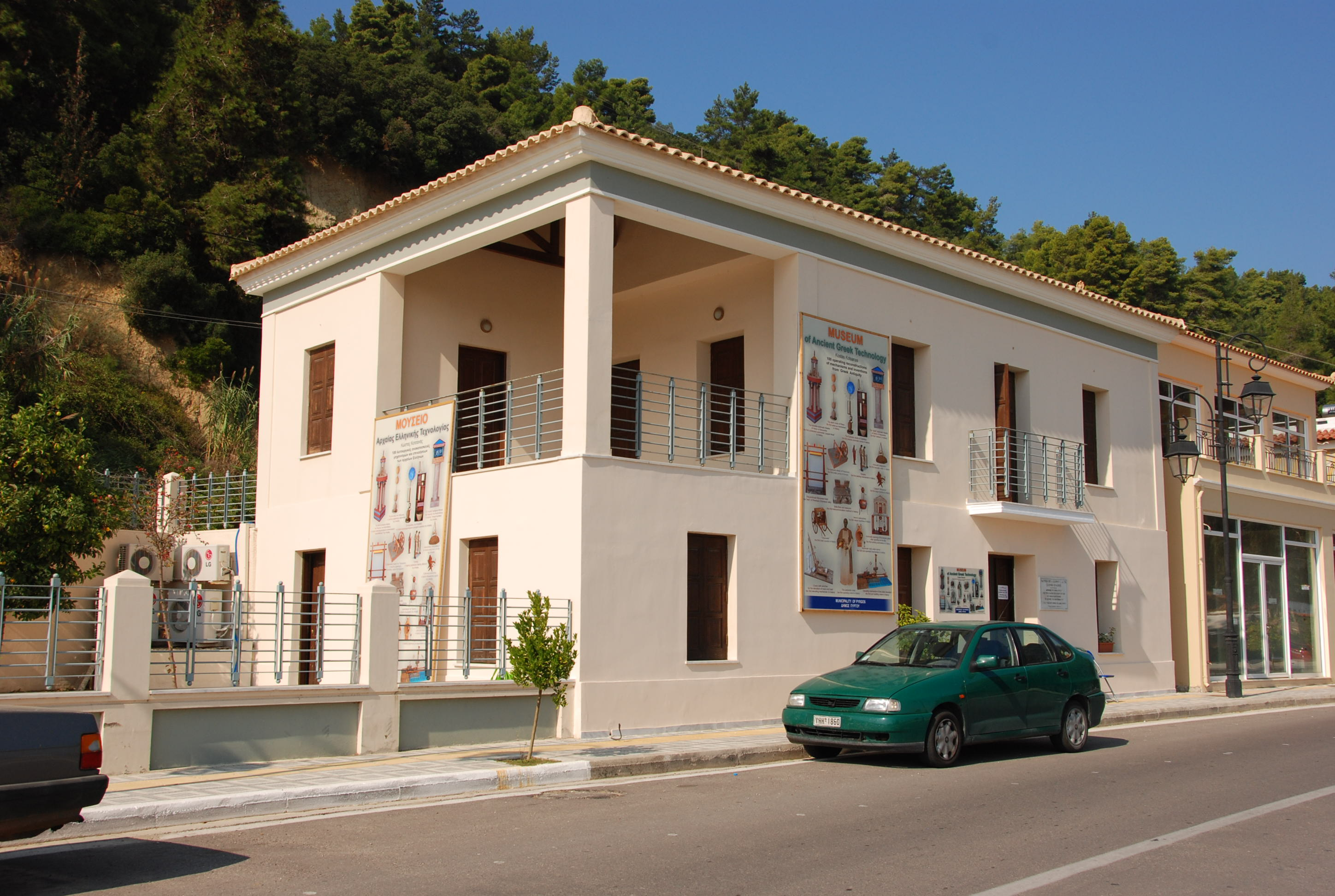
Le local du musée à Katákolo.
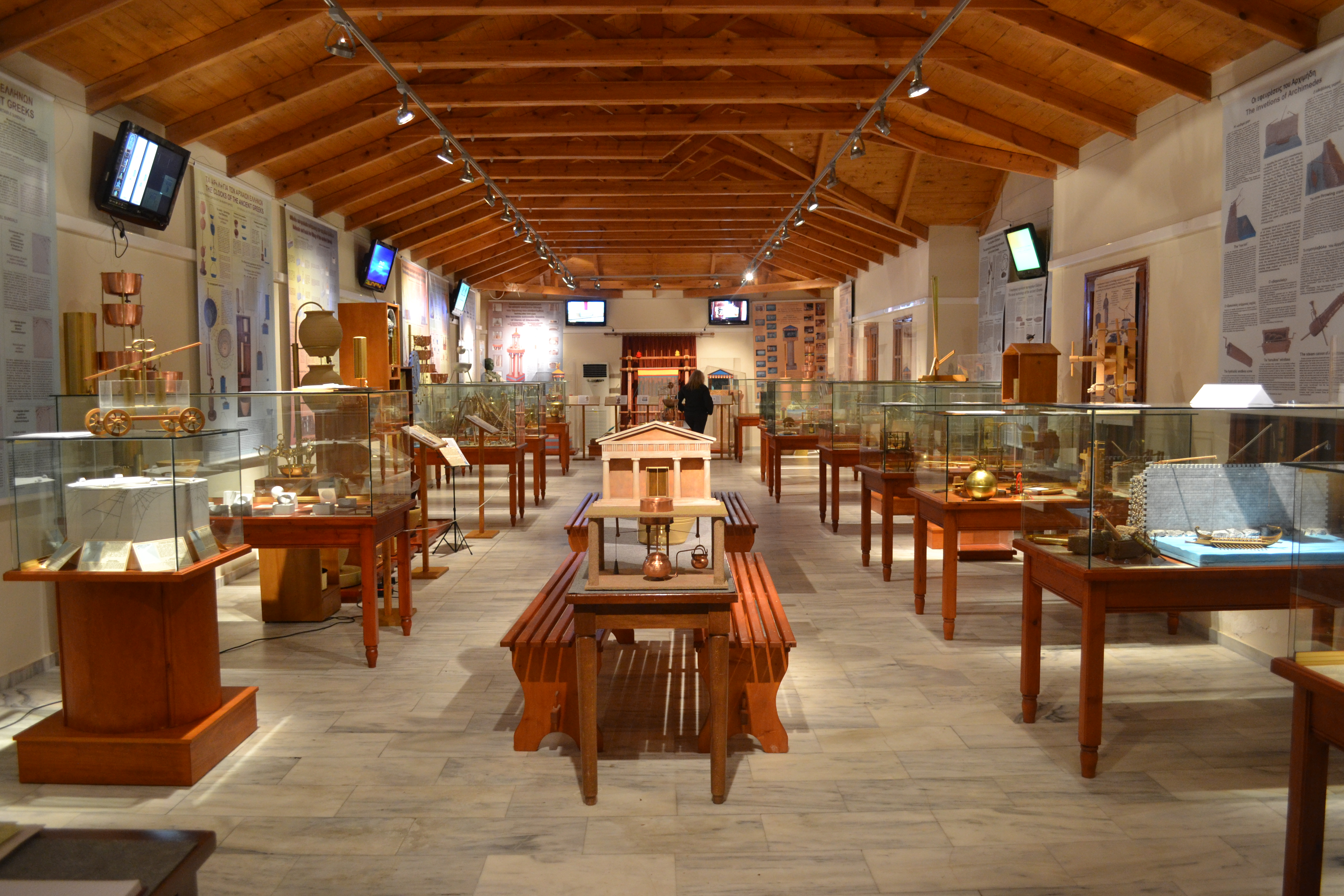
Vue de l'intérieur du musée à Katákolo.
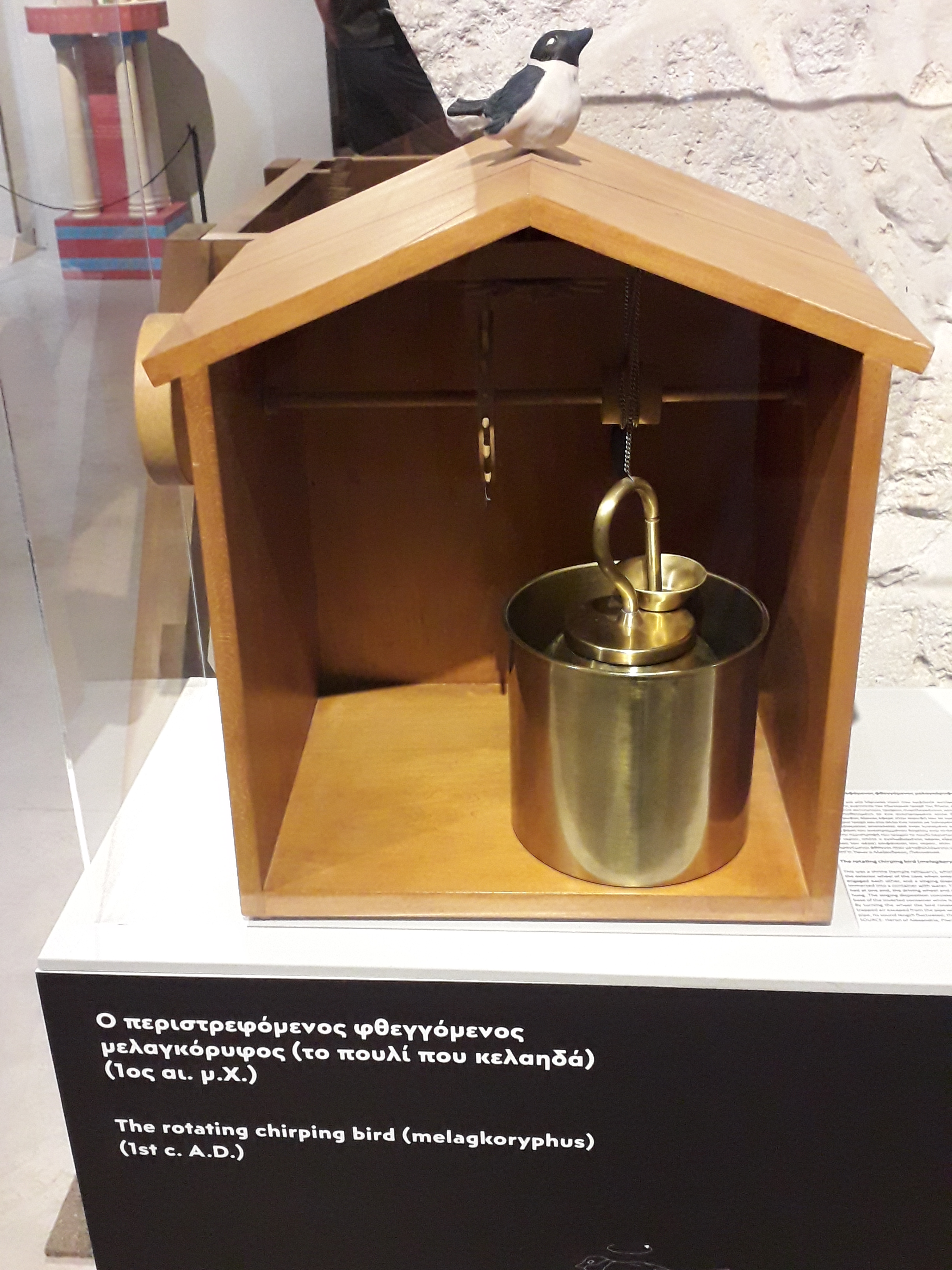
Automate avec oiseau mobile chanteur.
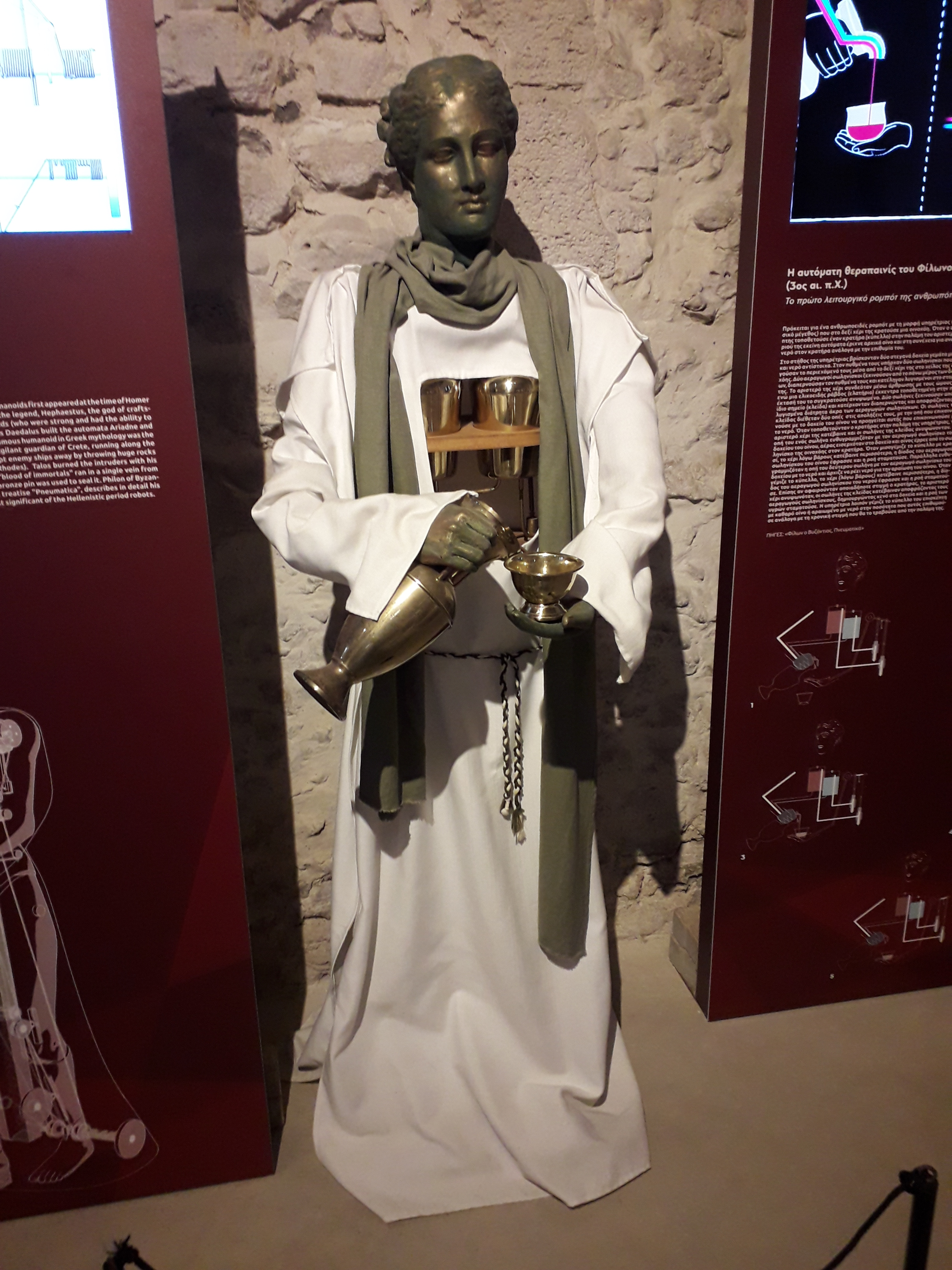
L'automate de servante de Philon de Byzance.
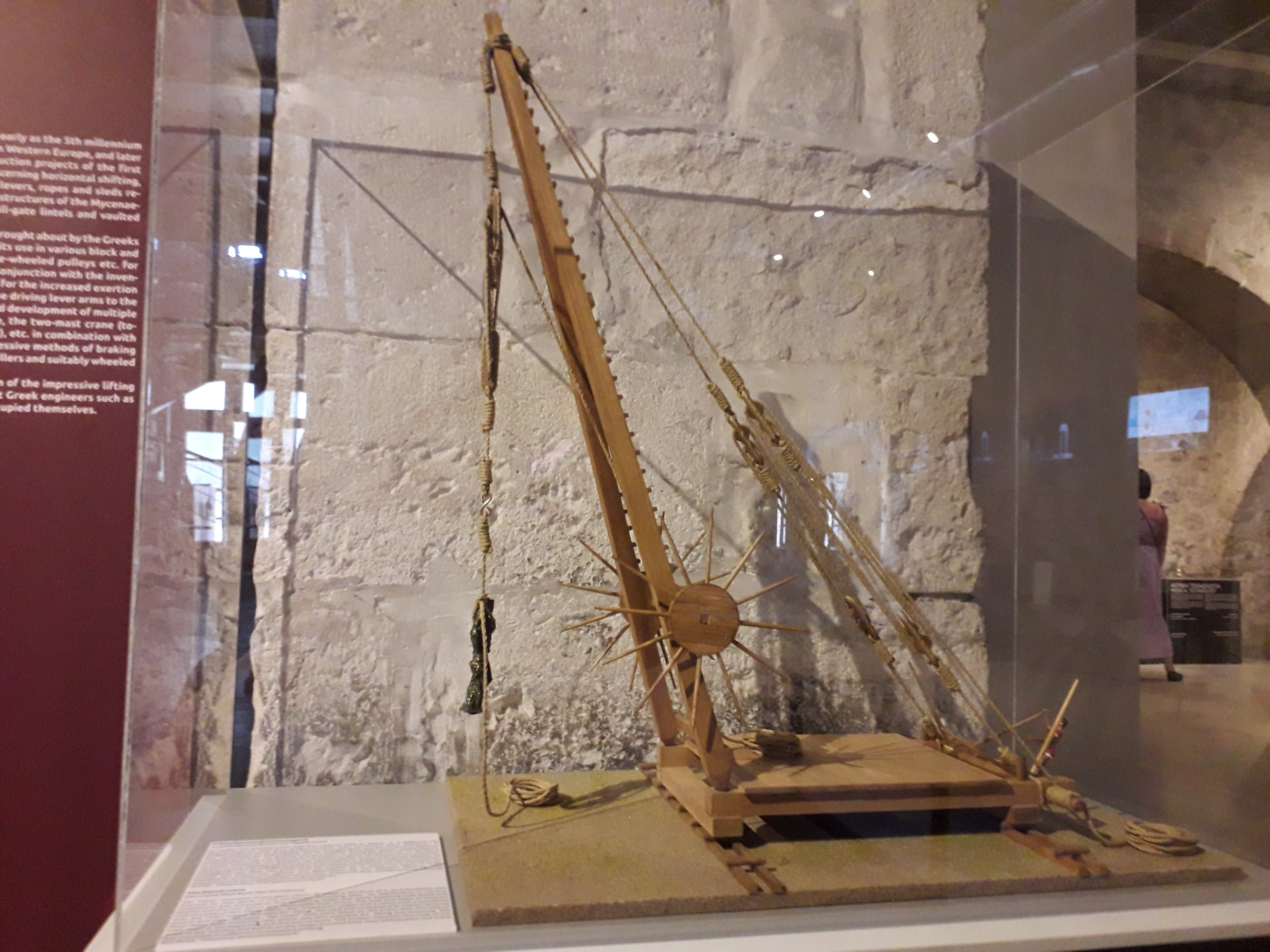
Grue grecque bipède pour déplacer les pierres.
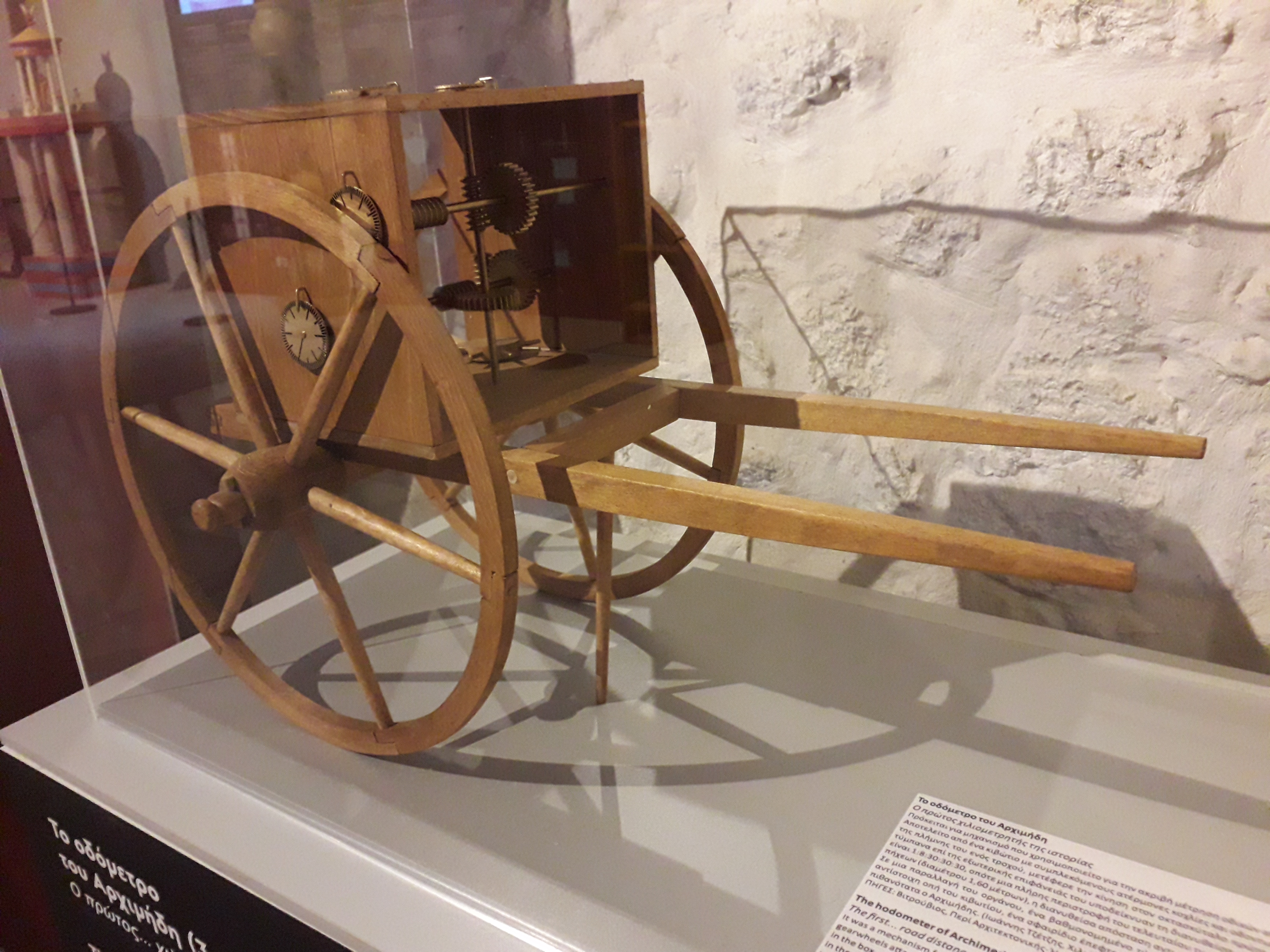
Odomètre de Vitruve.
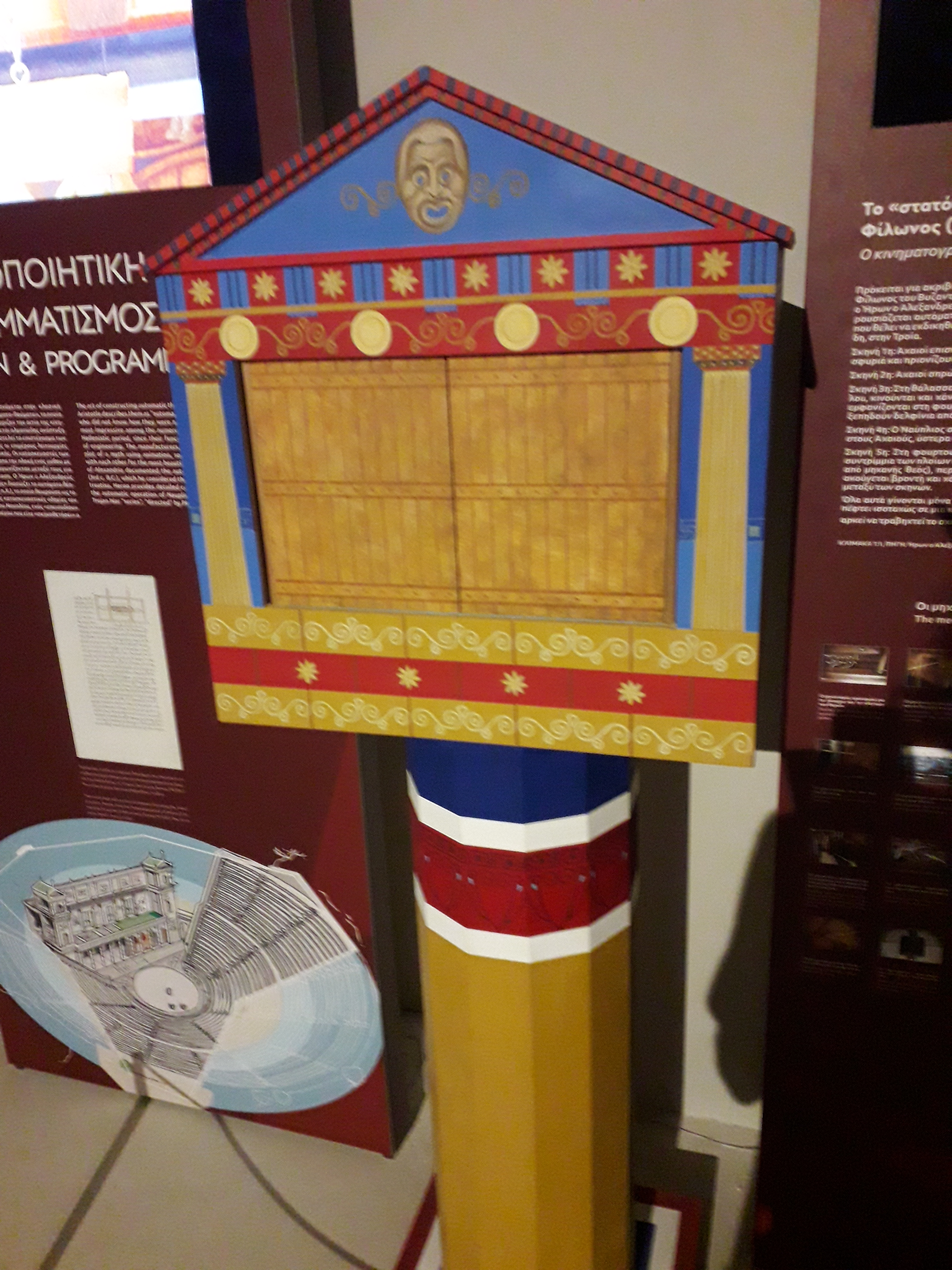
Théâtre automatique de Philon de Byzance.
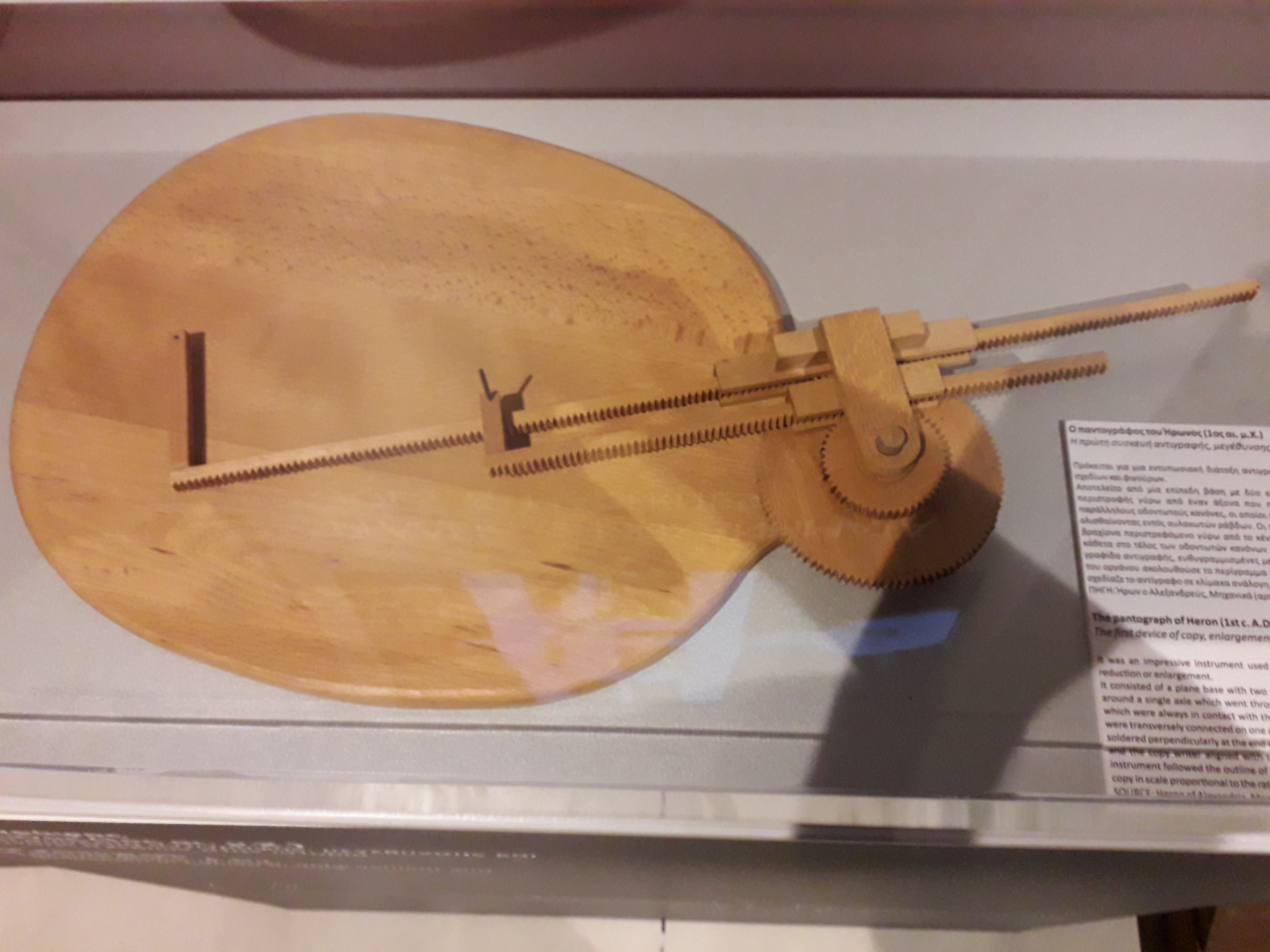
Pantographe d'Héron d'Alexandrie.
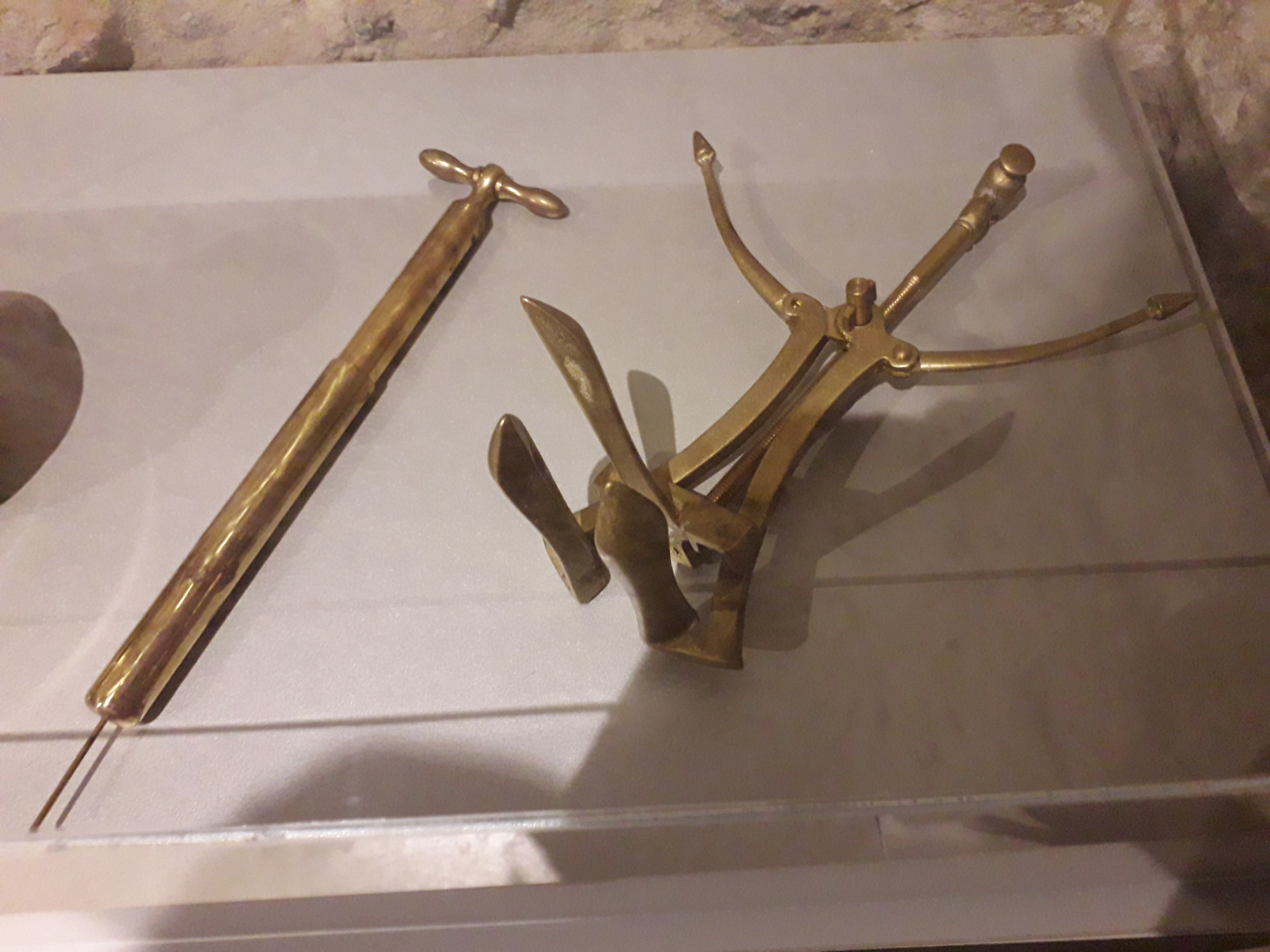
Instruments médicaux grecs antiques.

## Collection
La collection couvre de nombreux domaines des sciences et techniques de l'Antiquité.

### Engins de levage et techniques de la construction
Les moyens décrits démontrent une grande maîtrise dans la conception de treuils, palans, chèvres fixes ou mobiles, ainsi que dans l'utilisation de moyens de suspension des pierres.

### Transports et communications
Ce sont essentiellement les moyens visuels permettant de transmettre des messages à distance, notamment ceux conçus par Énée le Tacticien.

### Équipements pour la navigation
Différents navires et techniques de construction navale sont exposés.

### Techniques agricoles et hydrauliques
Les techniques de labour et de transformation des produits agricoles sont abordés, ainsi que celles concernant l'irrigation.

### Techniques textiles
Sont présentés un métier horizontal et un métier vertical.

### Armes et moyens de défense
Les inventions d'Archimède utilisant le bras de levier y sont particulièrement mises en avant.

### Automates
Utilisant la mécanique, l'hydraulique ou la dilatation des gaz, les démonstrations montrent notamment le savoir-faire d'Héron d'Alexandrie et de Philon de Byzance.

### Horloges et réveils
Cette section montre les nombreux travaux concernant les cadrans solaires et les horloges et réveils hydrauliques.

### Moyens de mesure géométrique et astronomique
Une large place est faite aux travaux de Claude Ptolémée.

#### Instruments de musique
Plusieurs reconstitutions d'instruments à cordes, à vent et à percussions sont présentés, notamment l'hydraule, orgue hydraulique inventé par Ctésibios.

### Techniques liés au divertissement
Divers jeux et machineries pour le théâtre sont décrits.